# Garayo
Garayo (en euskera y oficialmente Garaio) es un despoblado que actualmente forma parte del municipio de Barrundia, en la provincia de Álava, País Vasco (España).

## Historia
Hacia mediados del siglo XIX, el lugar, ya por entonces perteneciente a Barrundia, tenía contabilizada una población de 52 habitantes. Aparece descrito en el octavo volumen del Diccionario geográfico-estadístico-histórico de España y sus posesiones de Ultramar de Pascual Madoz con las siguientes palabras:

GARAYO: l. del ayunt. de Gamboa en la prov. de Alava (á Vitoria 2 leg.), part. jud. de Salvatierra (3), aud. terr. de Burgos (20), c. g. de las Provincias Vascongadas, dióc. de Calahorra (18). sit. en las márg. del r. Zadorra, con clima templado y saludable, combatido con frecuencia por el viento N. Tiene 12 casas, igl. parr. (San Esteban Protomartir) servida por un beneficiado, y una fuente de aguas algo gruesas. El térm. confina N. Larrinzar; E. Otazu; S. Orenin, y O. Azua: hay monte bastante poblado. El térm. es de buena y mediana calidad, muy fértil; le baña el espresado r. que tiene un puente en este térm. Los caminos son locales. El correo se recibe en Vitoria á donde acuden los interesados por su correspondencia. prod.: trigo, maiz, cebada, aevna, habas y demas menuzales: cria ganado vacuno y caballar; caza de perdices, liebres, codornices y sordas; pesca de truchas, anguilas, barbos y loinas. ind.: tres telares en buen estado. pobl.: 14 vec., 52 alm. contr.; con su ayunt. (V.)
(Madoz, 1847, p. 307)

El 10 de mayo de 1957, a causa de la construcción del embalse de Ullíbarri-Gamboa,  pasó a formar parte del municipio de Barrundia.

## Demografía
| Gráfica de evolución demográfica de Eguileta entre 1802 y 2017                   |
|                                                                                  |
| Población de derecho según los censos de población de la Enciclopedia Auñamendi. |

## Patrimonio

### Patrimonio cultural
- La iglesia de San Esteban Protomártir[2] fue erigida en el siglo XVIII como parroquia del lugar de Garayo. Prácticamente en ruinas, lo que se conservaba (restos de muros y campanario) fue restaurado en 2017.[4]
- En 1556 existía una ermita dedicada a San Bartolomé, que no se conserva en la actualidad.[5]